# Джон Казейл
Джон Хо̀ланд Казѐйл (на английски: John Holland Cazale, [dʒɑn ˈhɑlənd kəˈzeɪl]) е американски актьор. За своята продължила само шест години кариера в киното той участва в пет филма, всеки от които е номиниран за наградата Оскар за най-добър филм.

## Биография
Казейл е роден на 12 август 1935 г. в Ривиър, Масачузетс. Завършва Бостънския университет, след което се установява в Ню Йорк. Там се сприятелява с Ал Пачино, също начинаещ актьор, с когото участва в няколко успешни театрални постановки.
Джон Казейл дебютира в киното с ролята на Фредо Корлеоне в „Кръстникът“ („The Godfather“, 1972) на Франсис Форд Копола. Филмът има огромен търговски успех, а за своето изпълнение Казейл е номиниран за наградата Златен глобус. Участва и в продължението „Кръстникът 2“ („The Godfather: Part II“, 1974) и макар самият той да се отнася критично към ролята си, много критици смятат изпълнението му за успешно.
Казейл участва и във филмите „Разговорът“ („The Conversation“, 1973) на Копола и „Кучешки следобед“ („Dog Day Afternoon“, 1975) на Сидни Лъмет, за ролята си в който отново е номиниран за Златен глобус. Той има любовна връзка с актрисата Мерил Стрийп, с която се снима в последния си филм – „Ловецът на елени“ („The Deer Hunter“, 1978).
Джон Казейл умира от рак на 12 март 1978 г. в Ню Йорк.

## Филмография
| Година | Филм             | Оригинално заглавие    | Роля                       | Режисьор            |
| ------ | ---------------- | ---------------------- | -------------------------- | ------------------- |
| 1962   | Американски път  | The American Way       | Битник                     |                     |
| 1972   | Кръстникът       | The Godfather          | Фредерико (Фредо) Корлеоне | Франсис Форд Копола |
| 1974   | Разговорът       | The Conversation       | Стан                       | Франсис Форд Копола |
| 1974   | Кръстникът 2     | The Godfather: Part II | Фредерико (Фредо) Корлеоне | Франсис Форд Копола |
| 1975   | Кучешки следобед | Dog Day Afternoon      | Сал                        | Сидни Лумет         |
| 1978   | Ловецът на елени | The Deer Hunter        | Стенли (Стош)              | Майкъл Чимино       |